# Bandiera rossa
Bandiera rossa (It., "rode vlag"), vaak naar de beginregel Avanti Popolo ("voorwaarts, volk") genoemd, behoort tot de bekendste internationale strijdliederen en huldigt de rode vlag, het symbool van de socialistische en communistische beweging. Het lied is voor enige tijd het officiële strijdlied van zowel de Socialistische als de Communistische Partij van Italië geweest. De melodie is afkomstig van een Venetiaans liefdesliedje, de tekst is van onbekende hand, maar voor het eerst op schrift gesteld door Carlo Tuzzi in 1908. Er zijn in de loop der jaren verschillende versies van in omloop gekomen.

## Volledige tekst
Avanti o popolo, alla riscossa,
Bandiera rossa, Bandiera rossa
Avanti o popolo, alla riscossa,
Bandiera rossa trionferà.
Bandiera rossa la trionferà
Bandiera rossa la trionferà
Bandiera rossa la trionferà
Evviva il comunismo e la libertà.
Degli sfruttati l'immensa schiera
La pura innalzi, rossa bandiera.
O proletari, alla riscossa
Bandiera rossa trionferà.
Bandiera rossa la trionferà
Bandiera rossa la trionferà
Bandiera rossa la trionferà
Il frutto del lavoro a chi lavora andrà.
Dai campi al mare, alla miniera,
All'officina, chi soffre e spera,
Sia pronto, è l'ora della riscossa.
Bandiera rossa trionferà.
Bandiera rossa la trionferà
Bandiera rossa la trionferà
Bandiera rossa la trionferà
Soltanto il comunismo è vera libertà.
Non più nemici, non più frontiere:
Sono i confini rosse bandiere.
O comunisti, alla riscossa,
Bandiera rossa trionferà.
Bandiera rossa la trionferà
Bandiera rossa la trionferà
Bandiera rossa la trionferà
Evviva Lenin, la pace e la libertà.